# Rue des Archives
Rue des Archives är en gata i Paris tredje och fjärde arrondissement. Gatan är uppkallad efter Archives nationales. Rue des Archives börjar vid Rue de Rivoli 50 och slutar vid Rue de Bretagne 51.
År 1874 bildades Rue des Archives av gatorna Rue des Enfants-Rouges, Rue du Chaume, Rue du Grand-Chantier och Rue Molay.

## Bilder
| - Området kring dagens Rue des Archives på Truschets och Hoyaus karta över Paris från år 1552. - Gatuskylt. - Fontaine de Paradis. - Fontaine des Haudriettes. |

## Omgivningar
- Saint-Denys-du-Saint-Sacrement
- Saint-Nicolas-des-Champs
- Sainte-Élisabeth-de-Hongrie
- Couvent des Madelonnettes
- Hospice des Enfants-Rouges
- Saint-Merri
- Saint-Paul-Saint-Louis
- Saint-Jacques-la-Boucherie
- Fontaine de Paradis
- Fontaine des Haudriettes

## Kommunikationer
- Tunnelbana – linjerna   – Hôtel de Ville
- Tunnelbana – linje  – Rambuteau

- Busshållplats Archives – Haudriettes – Paris bussnät, linje 75

### Webbkällor
- ”Rue des Archives”. Mairie de Paris. https://web.archive.org/web/20160303173646/http://www.v2asp.paris.fr/commun/v2asp/v2/nomenclature_voies/Voieactu/0397.nom.htm. Läst 11 januari 2023.
- ”Rue des Archives (3ème et 4ème arrondissement)”. Les rues de Paris. https://web.archive.org/web/20191210131027/http://www.parisrues.com/rues03/paris-03-rue-des-archives.html. Läst 11 januari 2023.